# Film in India
De film in India bestaat uit films geproduceerd in India, waaronder de cinemacultuur van Andhra Pradesh, Assam, Gujarat, Haryana, Jammu en Kasjmir, Karnataka, Kerala, Maharashtra, Odisha, Punjab, Tamil Nadu en West Bengalen. Het naar Hollywood genoemde Bollywood (in Bombay / Mumbai) is het bekendst buiten India, maar er zijn verschillende andere centra, soms ouder dan Bollywood. Indiase films worden veel bekeken in heel Zuid-Azië en het Midden-Oosten.
Nadat het medium populair werd in India verschijnen er jaarlijks meer dan 1800 films in verschillende talen.
Naast de Amerikaanse en Chinese filmindustrie is de Indiase cinema in de 20e eeuw een wereldwijde industrie geworden. Eind 2010 produceerde India het meest films, gevolgd door Amerika (Hollywood) en China. Het land neemt ook deel aan internationale filmfestivals, zoals Satyajit Ray (Bengali), Adoor Gopalakrishnan (Malayalam), K. Viswanath (Telugu), Mani Ratnam (Tamil), Girish Kasaravalli (Kannada). Indiase filmmakers als Shekhar Kapur, Mira Nair, Deepa Mehta etc. zijn ook overzee succesrijk geworden.
De filmmuziek, waarop vaak ook gedanst wordt, speelt een grote rol in de Indiase film.

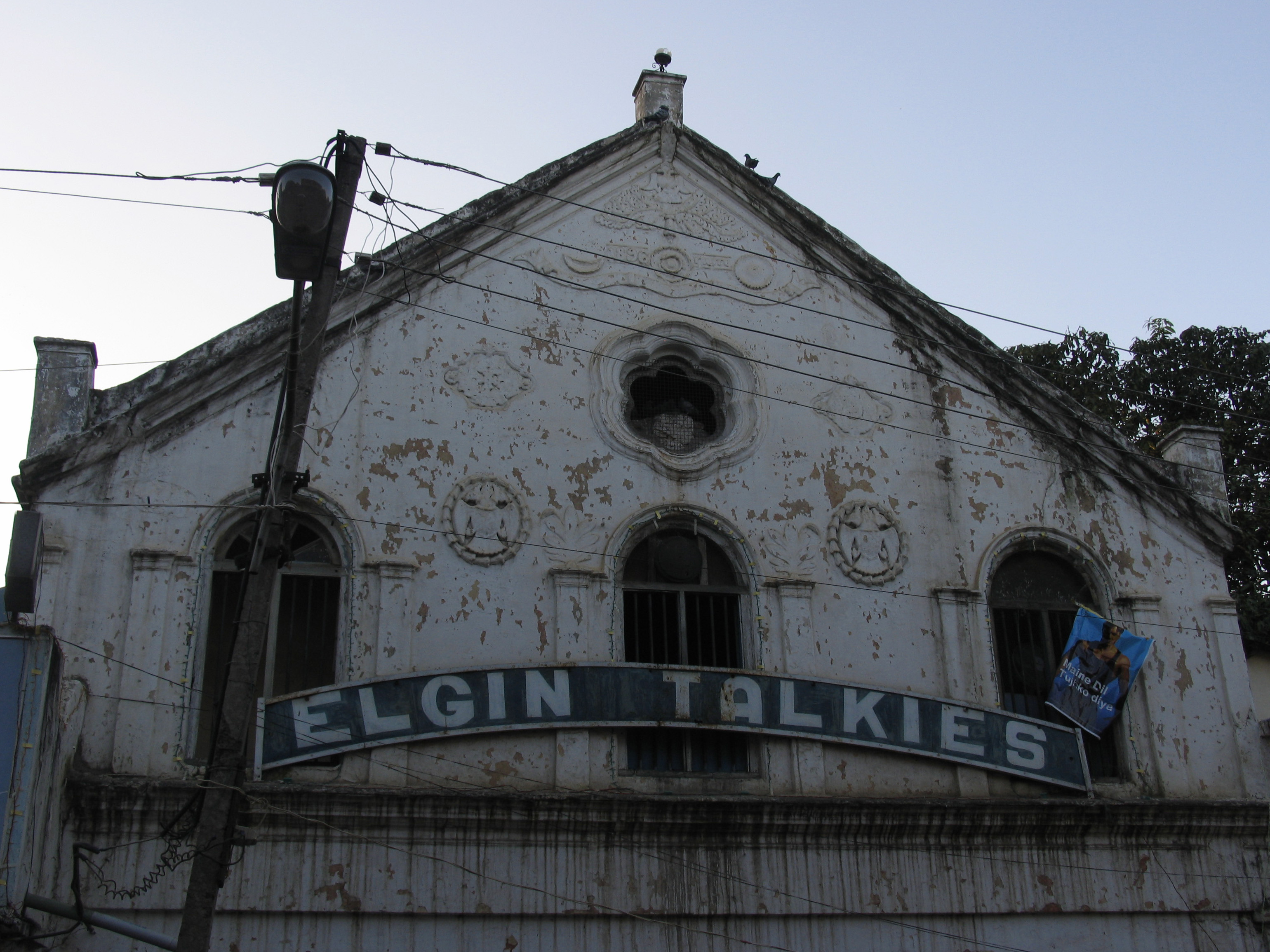
Elgin Talkies, een van de eerste bioscopen in India, geopend in 1896 in Bangalore

## Geschiedenis
De geschiedenis van de film in India begon op 7 juli 1896 met de projectie van zes kortfilms van de gebroeders Lumière in het hotel Watson van Mumbai. In 1912 draaide Dadasaheb Phalke, die beschouwd wordt als de vader van de Indiase film, de eerste film Raja Harishchandra, een episode van de Mahabharata. De film werd door de regisseur zelf van dorp tot dorp gebracht en kende een enorm succes.
Rond 1920 produceerde de Indiase filmindustrie een dertigtal films per jaar. Vanaf de jaren 1930 en de verschijning van de gesproken film gaat de productie al snel over de 200 films per jaar. In 1931 verscheen Alam Ara, met dialogen in Hindi en zeven liederen, en dit wordt een voorbeeld voor een groot deel van de Indiase productie. Opmerkelijk is dat de gesproken film zich snel verspreidt door heel India in alle "filmtalen": Ayodhiyecha Raja (1932) in Marathi, Narasinh Mehta in Gujarati (1932), Dhurvkumar in Kannada (1934), Sita Bibaha in Oriya (1934), Joymati in Assamees (1935), Sheila in Punjabi (1935) en Balan in Malayalam (1938). De Indiase film kende een zeker internationaal succes met de film Pather Panchali van regisseur Satyajit Ray in 1955. Satyajit Ray, die een Oscar ontving voor zijn hele carrière in 1995, wordt beschouwd als een van de grootste cineasten van zijn tijd. In de jaren 1950 kende de Indiase cinema een gouden tijd, met acteurs en regisseurs als Raj Kapoor en Guru Dutt. De deuren van de internationale markt gingen pas open begin jaren 2000, dankzij het succes van Lagaan, Monsoon Wedding en van Devdas.

## Onderverdeling
Door de vele talen en culturen in India is er een gevarieerde cinema ontstaan. De verschillende varianten worden benoemd met de naam van de streek of de taal. De producties in Hindi, Tamil en Telugu vormen zo'n 60% van het totaal.
- Assamese cinema, worden geproduceerd in Assam
- Bagada cinema, worden geproduceerd in Udagamandalam in Tamil Nadu
- Bengaalse filmindustrie, worden geproduceerd in West-Bengalen met basis in Calcutta
- Bhojpuri filmindustrie, worden geproduceerd in Bihar en Uttar Pradesh
- Chakma cinema, wordt geproduceerd in Tripura, Mizoram, Arunachal Pradesh, Bangladesh en Myanmar
- Chhattisgarhi cinema, wordt geproduceerd in Chhattisgarh
- Engelse films zijn vaak internationale co-producties
- Garhwali cinema, worden geproduceerd in Garhwa
- Gorkha cinema, worden geproduceerd door Nepalees sprekende Indiërs
- Gujarati cinema, worden geproduceerd in Gujarat
- Haryanvi cinema, worden geproduceerd in Haryana
- Hindi filmindustrie (Bollywood), zijn de films in Hindi en Urdu met basis in Mumbai.
- Kannada filmindustrie, worden geproduceerd in Karnataka
- Kasjmiri cinema, worden geproduceerd in Kasjmir
- Khasi cinema, worden geproduceerd in Meghalaya
- Konkani cinema, worden geproduceerd in Goa
- Maithili cinema, worden geproduceerd door Nepalees sprekende Indiërs
- Malayalam filmindustrie, worden geproduceerd in Kerala
- Manipuri cinema, worden geproduceerd in Manipur
- Marathi filmindustrie, worden geproduceerd in Maharashtra
- Meitei cinema, worden geproduceerd in Manipur
- Nagpuri cinema, worden geproduceerd in Jharkhand
- Odia filmindustrie, worden geproduceerd in Odisha
- Punjabi filmindustrie, worden geproduceerd in Punjab
- Rajasthani cinema, worden geproduceerd in Rajasthan
- Tamil filmindustrie (Kollywood), worden geproduceerd in Tamil Nadu met basis in Chennai
- Telugu filmindustrie (Tollywood), worden geproduceerd in Andhra Pradesh en Telangana met basis in Haiderabad
- Tulu cinema, worden geproduceerd in Dakshina Kannada

| 2019 Indiase speelfilms gecertificeerd door Central Board of Film Certification Note: Dit tabel is een indicatie van het aantal films dat gecertificeerd is door de CBFC's regional offices in negen steden. Het werkelijke aantal geproduceerde films kunnen minder zijn. |              |
| Taal | Aantal films |
| Hindi | 495          |
| Kannada | 336          |
| Telugu | 281          |
| Tamil | 254          |
| Malayalam | 219          |
| Bengaals | 193          |
| Marathi | 164          |
| Bhojpuri | 101          |
| Gujarati | 80           |
| Punjabi | 63           |
| Odia | 42           |
| Assamees | 16           |
| Konkani | 13           |
| Engels | 11           |
| Rajasthani | 10           |
| Chhattisgarhi | 9            |
| Tulu | 9            |
| Khasi | 7            |
| Garhwali | 4            |
| Maithili | 4            |
| Awadhi | 3            |
| Lambadi | 2            |
| Haryanvi | 2            |
| Mishing | 2            |
| Nepalees | 2            |
| Pnar | 2            |
| Anders | 1 elk        |
| Totaal | 1986         |

## Infrastructuur
In 2019 waren er ongeveer 9600 filmzalen in India, waarvan 2950 multiplex zalen zijn.

## Filmschool
- Institute of Creative Excellence, verschillende steden in Noord-India
- Film and Television Institute of India, Poona
- Satyajit Ray Films and Television Institute, Kolkata
- National Institute of Design, Ahmedabad
- Whistling Woods International, Mumbai
- Asian Academy of Film and Television, Noida
- Annapurna College of Film and Media, Haiderabad
- MGR Government Film and Television Institute, Chennai
- L V Prasad Film and TV Academy, Chennai

## Beroemde films

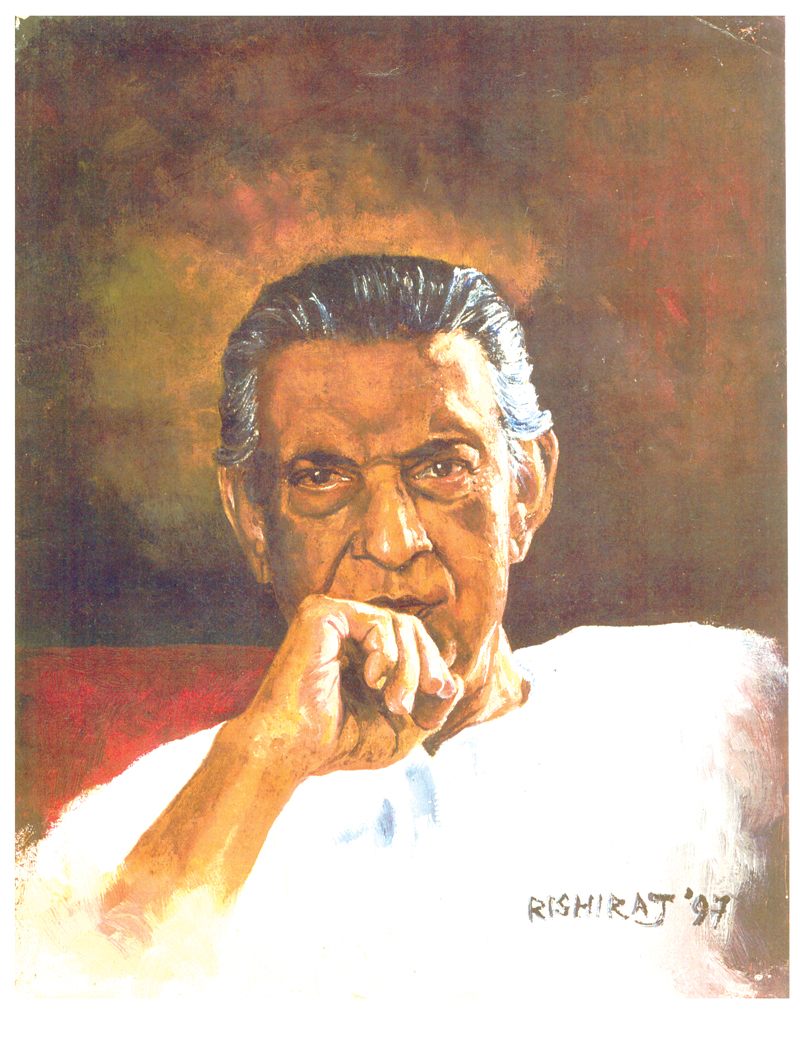
Satyajit Ray

- 1951 : Awaara met Raj Kapoor en Nargis
- 1955 : Pather Panchali, van Satyajit Ray (1e deel van de trilogie van Apu)
- 1955 : Devdas, met Dilip Kumar, Suchitra Sen en Vyjayanthimala
- 1955 : Shree420 met Raj Kapoor en Nargis
- 1957 : Mother India, met Nargis en Sunil Dutt
- 1960 : Mughal-e-Azam, met Dilip Kumar en Madhubala
- 1961 : Ganga Jamna, met Dilip Kumar en Vyjayanthimala
- 1964 : Dosti, met Sushil Kumar Somaya en Sudhir Kumar
- 1970 : Mera Naam Joker, met Raj Kapoor
- 1971 : Caravan, met Jeetendra en Asha Parekh
- 1973 : Bobby, met Rishi Kapoor en Dimple Kapadia
- 1975 : Sholay, met Amitabh Bachchan, Sanjeev Kumar en Dharmendra
- 1982 : Disco Dancer, met Mithun Chakraborty
- 1989 : Maine Pyar Kiya, met Salman Khan en Bhagyashree
- 1994 : Hum Aapke Hain Koun...!, met Salman Khan en Madhuri Dixit
- 1995 : Dilwale Dulhania Le Jayenge, met Shahrukh Khan en Kajol
- 1995 : Mumbai, met Arvind Swamy en Manisha Koirala
- 1996 : Raja Hindustani, met Aamir Khan en Karishma Kapoor
- 1997 : Dil To Pagal Hai, met Shahrukh Khan, Madhuri Dixit en Karishma Kapoor
- 1998 : Kuch Kuch Hota Hai, met Shahrukh Khan, Kajol en Rani Mukerji
- 2001 : Lagaan, met Aamir Khan en Gracy Singh
- 2001 : Dil Chahta Hai, Aamir Khan, Saif Ali Khan, Akshaye Khanna
- 2007 : Om Shanti Om, met Shahrukh Khan en Deepika Padukone
- 2008 : Ghajini, met Aamir Khan, Asin
- 2009 : 3 Idiots, met Aamir Khan, R. Madhavan, Sharman Joshi
- 2010 : Dabangg, met Salman Khan en Sonakshi Sinha
- 2013 : The Lunchbox, met Irrfan Khan en Nawazuddin Siddiqui
- 2014 : PK, met Aamir Khan en Anushka Sharma
- 2015 : Bajrangi Bhaijaan, met Salman Khan en Kareena Kapoor
- 2015 : Baahubali: The Beginning, met Prabhas
- 2016 : Dangal, met Aamir Khan en Fatima Sana Shaikh
- 2017 : Baahubali 2: The Conclusion, met Prabhas
- 2018 : K.G.F: Chapter 1, met Yash

## Succesvolste films wereldwijd
| Positie | Film                        | Jaar | Industrie | Totale opbrengst            |
| ------- | --------------------------- | ---- | --------- | --------------------------- |
| 1       | Dangal                      | 2016 | Hindi     | Rs. 1,914–2,200 crore       |
| 2       | Baahubali 2: The Conclusion | 2017 | Telugu    | Rs. 1,747–2,500 crore       |
| 3       | RRR                         | 2022 | Telugu    | Rs. 1,188–1387 crore        |
| 4       | K.G.F: Chapter 2            | 2022 | Kannada   | Rs. 1,187–1,300 crore       |
| 5       | Jawan                       | 2023 | Hindi     | Rs. 1,148.32–1,159 crore    |
| 6       | Kalki 2898 AD               | 2024 | Telugu    | Rs. 1,100–1,200 crore       |
| 7       | Pathaan                     | 2023 | Hindi     | Rs. 1,050.30–1,052.50 crore |
| 8       | Animal                      | 2023 | Hindi     | Rs. 917.82 crore            |
| 9       | Bajrangi Bhaijaan           | 2015 | Hindi     | Rs. 867–969.06 crore        |
| 10      | Stree 2                     | 2024 | Hindi     | Rs. 837–874.58 crore        |

## Bekende acteurs

### Acteurs
Aamir Khan – Ajay Devgn – Akshay Kumar – Allu Arjun – Amitabh Bachchan – Anil Kapoor – Ayushmann Khurrana – Amrish Puri – Chiranjeevi – Dev Anand – Dharmendra – Dilip Kumar – Govinda – Gulshan Grover – Irrfan Khan – Jackie Shroff – Jeetendra – Johnny Lever – Kartik Aaryan – Kader Khan – Mahesh Babu – Mithun Chakraborty – Nagarjuna – Nawazuddin Siddiqui – Om Puri – Prem Chopra – Raj Kapoor – Rajesh Khanna – Rajinikanth – Ranbir Kapoor – Ranveer Singh – Riteish Deshmukh – Salman Khan – Sanjay Dutt – Shah Rukh Khan – Shakti Kapoor – Shashi Kapoor – Suniel Shetty – Sunil Dutt – Sunny Deol – Suriya – Tiger Shroff – Varun Dhawan – Vijay – Yash

### Actrices
Aishwarya Rai – Alia Bhatt – Anushka Shetty – Aruna Irani – Bindu – Bipasha Basu – Deepika Padukone – Dimple Kapadia – Helen – Hema Malini – Jacqueline Fernandez – Juhi Chawla – Kajal Aggarwal – Kajol – Kareena Kapoor – Karishma Kapoor – Katrina Kaif – Kriti Sanon – Madhubala – Madhuri Dixit – Mumtaz – Nargis – Nayanthara – Nutan – Preity Zinta – Priyanka Chopra – Rakhee Gulzar – Radhika Apte – Rani Mukerji – Raveena Tandon – Rekha – Sai Pallavi – Samantha Ruth Prabhu – Shabana Azmi – Shilpa Shetty – Shraddha Kapoor – Sonakshi Sinha – Sonali Bendre – Sridevi – Taapsee Pannu – Tabu – Tanuja – Urmila Matondkar – Vidya Balan – Vyjayanthimala

## Buitenlanders die een rol vertolkten in de Indiase filmindustrie
| Jaar | Film                         | Acteur                   | Rol                          | Nationaliteit       |
| ---- | ---------------------------- | ------------------------ | ---------------------------- | ------------------- |
| 1996 | Khiladiyon Ka Khiladi        | Brian Adams              | Crush                        | Verenigde Staten    |
| 1996 | Khiladiyon Ka Khiladi        | Brian Lee                | The Undertaker               | Verenigde Staten    |
| 1999 | International Khiladi        | Lester Speight           | crimineel                    | Verenigde Staten    |
| 2001 | Lagaan                       | Paul Blackthorne         | Andrew Russell               | Verenigd Koninkrijk |
| 2001 | Lagaan                       | Rachel Shelley           | Elizabeth Russell            | Verenigd Koninkrijk |
| 2003 | Out Of Control               | Brande Roderick          | amerikaanse echtgenote       | Verenigde Staten    |
| 2003 | Boom                         | Bo Derek                 | droomvrouw                   | Verenigde Staten    |
| 2004 | Bride & Prejudice            | Naveen Andrews           | Balraj Uppal                 | Verenigd Koninkrijk |
| 2004 | Bride & Prejudice            | Ashanti                  | nummer "My lips are waiting" | Verenigde Staten    |
| 2004 | Bride & Prejudice            | Martin Henderson         | William Darcy                | Nieuw-Zeeland       |
| 2004 | Bride & Prejudice            | Alexis Bledel            | Georgina Darcy               | Verenigde Staten    |
| 2004 | Bride & Prejudice            | Marsha Mason             | Catherine Darcy              | Verenigde Staten    |
| 2005 | Bunty Aur Babli              | Tania Zaetta             | Kate                         | Australië           |
| 2005 | Salaam Namaste               | Tania Zaetta             | Cathy Mathur                 | Australië           |
| 2005 | Kisna: The Warrior Poet      | Antonia Bernath          | Katherine                    | Verenigd Koninkrijk |
| 2005 | Kisna: The Warrior Poet      | Polly Adams              | Lady Katherine               | Verenigd Koninkrijk |
| 2005 | Mangal Pandey: the Rising    | Toby Stephens            | William Gordon               | Verenigd Koninkrijk |
| 2005 | Mangal Pandey: the Rising    | Kenneth Cranham          | Kent                         | Verenigd Koninkrijk |
| 2006 | Rang De Basanti              | Alice Patten             | Sue McKinley                 | Verenigd Koninkrijk |
| 2006 | Rang De Basanti              | Steven Mackintosh        | James McKinley               | Verenigd Koninkrijk |
| 2007 | Namaste London               | Tiffany Mulheron         | Susan                        | Verenigd Koninkrijk |
| 2007 | Namaste London               | Clive Standen            | Charles Brown                | Verenigd Koninkrijk |
| 2008 | Singh Is Kinng               | Snoop Dogg               | nummer "Singh Is Kinng"      | Verenigde Staten    |
| 2009 | Kambhakkt Ishq               | Sylvester Stallone       | zichzelf                     | Verenigde Staten    |
| 2009 | Kambhakkt Ishq               | Denise Richards          | haarzelf                     | Verenigde Staten    |
| 2009 | Kambhakkt Ishq               | Holly Valance            | haarzelf                     | Australië           |
| 2009 | Kambhakkt Ishq               | Brandon Routh            | zichzelf                     | Verenigde Staten    |
| 2009 | Blue                         | Kylie Minogue            | nummer "Chiggy Wiggy"        | Australië           |
| 2009 | Love Aaj Kal                 | Giselli Monteiro         | Harleen Kaur                 | Brazilië            |
| 2009 | Love Aaj Kal                 | Florence Brudenell-Bruce | Jo                           | Verenigd Koninkrijk |
| 2009 | Chandni Chowk to China       | Gordon Liu               | Hojo                         | China               |
| 2009 | Chandni Chowk to China       | Roger Yuan               | Chiang Kohung                | Verenigde Staten    |
| 2009 | Chandni Chowk to China       | Conan Stevens            | Joey                         | Australië           |
| 2010 | My Name Is Khan              | Christopher B. Duncan    | Barack Obama                 | Verenigde Staten    |
| 2010 | My Name Is Khan              | Kenton Duty              | Reese Garrick                | Verenigde Staten    |
| 2010 | Raajneeti                    | Sarah Thompson           | Sarah Jean Collins           | Verenigde Staten    |
| 2010 | Teen Patti                   | Ben Kingsley             | Perci Trachtenberg           | Verenigd Koninkrijk |
| 2010 | Kites                        | Bárbera Mori             | Natasha/Linda                | Uruguay             |
| 2010 | Kites                        | Steven Michael Quezada   | politie agent                | Verenigde Staten    |
| 2010 | Veer                         | Tim Lawrence             | James Fraser                 | Verenigd Koninkrijk |
| 2010 | Veer                         | Lisa Lazarus             | Angela Fraser                | Verenigd Koninkrijk |
| 2010 | Veer                         | Roy Bronsgeest           | Rhino                        | Nederland           |
| 2011 | 7 Aum Arivu                  | Johnny Nguyen            | Dong Lee                     | Vietnam             |
| 2011 | Ra.One                       | Tom Wu                   | Akashi en Ra.One             | Verenigd Koninkrijk |
| 2011 | Ra.One                       | Ben Hawkey               | Billy                        | Verenigd Koninkrijk |
| 2012 | English Vinglish             | Mehdi Nebbou             | Laurent                      | Frankrijk           |
| 2013 | Bhaag Milkha Bhaag           | Rebecca Breeds           | Stella                       | Australië           |
| 2013 | Singam II                    | Danny Sapani             | Michael Kong                 | Verenigd Koninkrijk |
| 2013 | Queen                        | Mish Boyko               | Oleksander                   | Verenigd Koninkrijk |
| 2013 | Ishkq in Paris               | Isabelle Adjani          | Maria                        | Frankrijk           |
| 2015 | Bhooloham                    | Nathan Jones             | Steven George                | Australië           |
| 2016 | A Flying Jatt                | Nathan Jones             | Raka                         | Australië           |
| 2016 | Sultan                       | Marko Zaror              | Marcus                       | Chili               |
| 2016 | Shivaay                      | Erika Kaar               | Olga                         | Polen               |
| 2017 | Noor                         | Sippora Zoutewelle       | Zarina                       | Nederland           |
| 2017 | Tubelight                    | Zhu Zhu                  | Li Leing                     | China               |
| 2018 | Sudani from Nigeria          | Samuel Abiola Robinson   | Sudani                       | Nigeria             |
| 2019 | Bharat                       | Edwin De La Renta        | Michael                      | Verenigd Koninkrijk |
| 2020 | Baaghi 3                     | Jameel Khoury            | Abu Jalal Gaza               | Israël              |
| 2020 | Baaghi 3                     | Ivan Kostadinov          | Zaidi Jalal Gaza             | Bulgarije           |
| 2020 | Street Dancer 3D             | Francis Roughley         | Marc                         | Verenigd Koninkrijk |
| 2020 | Yeh Ballet                   | Julian Sands             | Saul Aron                    | Verenigd Koninkrijk |
| 2021 | Mimi                         | Evelyn Edwards           | Summer                       | Verenigde Staten    |
| 2021 | Mimi                         | Aidan Whytock            | John                         | Zuid-Afrika         |
| 2022 | RRR                          | Ray Stevenson            | gouverneur Scott Buxton      | Noord-Ierland       |
| 2022 | RRR                          | Alison Doody             | mevrouw Buxton               | Ierland             |
| 2022 | Liger                        | Mike Tyson               | Mark Henderson               | Verenigde Staten    |
| 2022 | Thai Massage                 | Alina Zasobina           | Rita                         | Rusland             |
| 2023 | Pathaan                      | Rachel Ann Mullins       | Alice                        | Verenigde Staten    |
| 2023 | Akelli                       | Tzachi Halevy            | Assad                        | Israël              |
| 2024 | Aadujeevitham: The Goat Life | Jimmy Jean-Louis         | Ibrahim Khadiri              | Haïti               |
| 2024 | Chandu Champion              | Adonis Kapsalis          | Carlos Pedroza               | Griekenland         |
| 2024 | The Buckingham Murders       | Keith Allen              | Miller                       | Verenigd Koninkrijk |